# Vandringsalbatross
Vandringsalbatross (Diomedea exulans) är den allra största arten albatrosser och med det den fågel med störst vingspann av alla nu levande fåglar.

## Utbredning och systematik
Vandringsalbatrossen häckar på öar i Antarktiska oceanen, från Sydgeorgien österut till Kerguelen, Prins Edwardöarna, Crozetöarna, Heardön och Macquarieön. Den lever dock största delen av sitt pelagiskt. Vissa individer har noterats flyga tre gånger runt jorden under ett år, hela 120 000 km.
Numera behandlas arten vanligen som monotypisk, det vill säga att den inte delas in i underarter. Fram tills nyligen  inkluderades arterna antipodalbatross (Diomedea antipodensis), tristanalbatross (D. dabbenena) och amsterdamalbatross (D. amsterdamensis) i vandringsalbatrossen.

## Utseende
Vandringsalbatrossen är en mycket stor albatross med en kroppslängd på 107–135 cm och en vikt på upp till 12 kg. Vingspannet är det största hos alla levande fåglar, i genomsnitt 3,1 meter. En adult hane har vitt huvud, vanligen med en aprikosfärgad eller skär fläck på halsen under häckningstid. Runt ögat syns en vitaktig till ljust himmelsblå eller ljusrosa ögonring.
Ovansidan är vit, ofta med tunn mörkgrå marmorering som med åldern blir helt vit. Vingarna är svartaktiga på övre vingtäckarna, men med åldern framträder en vit kil på centrala delen av vingen. Stjärten är vit, ofta med svart på sidor och spets. Undersidan är vit hos gamla fåglar, med inslag av brunt och grått på hals, bröst och flanker hos yngre fåglar. Näbben är vanligen ljusskär, med gulaktig ton på spetsen, medan benen är ljusskära till ljusblå. 
Könen är relativt lika, men hanen är i genomsnitt större än honan. Gamla honor blir hellre aldrig lika vita som gamla hanar. Vissa honor har ett svagt gråaktigt bröstband. Ungfåglar är chokladbruna med vitt ansikte.
Vandringsalbatrossen är mycket lik nära släktingarna tristanalbatross, antipodalbatross och amsterdamalbatross, och är ofta omöjlig att skilja från dem i fält. De skiljer sig åt enligt följande: 
- Tristanalbatrossen är generellt mörkare. Den är även något mindre (näbben är exempelvis cirka 25 millimeter kortare[4]) och det tar längre tid för den att utveckla adult dräkt, så pass att den aldrig når den gamla vandringalbatross hanens mycket vita fjäderdräkt.[5]
- Även antipodalbatrossen är generellt mindre och mörkare, med mörkare stjärt.[6]
- Amsteralbatrossen har möjligen bredare mörkt på framkanten av vingens undersida. Karakteristiskt och artunikt är färgen på näbben: rosa men med mörk spets och bettsidor.[7]

## Ekologi
Vandringsalbatrossen lägger ett ägg per kull, det är vitt och cirka 10 cm långt. Redet byggs av växtdelar, är ungefär 2 dm högt och placeras direkt på marken. Redena byggs längs kusten och inte för nära andra reden. De lever till största delen på bläckfisk och fisk. Det händer att de äter så stora mängder föda att de inte klarar av att flyga utan blir tvungna att ligga på vattenytan tills de smält maten.

## Status
Internationella naturvårdsunionen IUCN följer systematiken där vandringsalbatrossen delas upp i flera arter. Dess hotkategorisering som sårbar gäller alltså enbart nominatformen.

## Bildgalleri

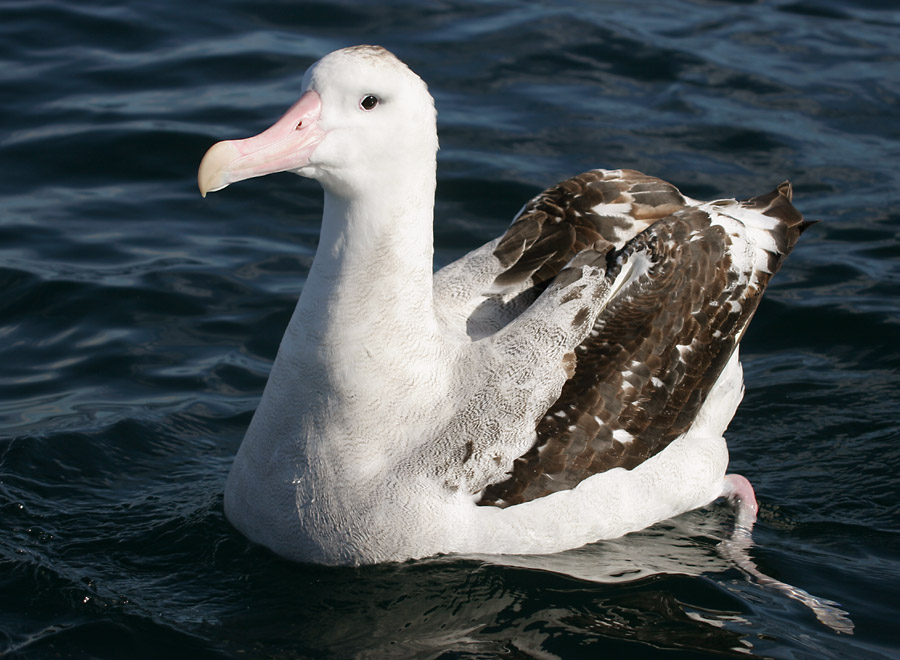
Vandringsalbatross utanför Kaikoura, Nya Zeeland
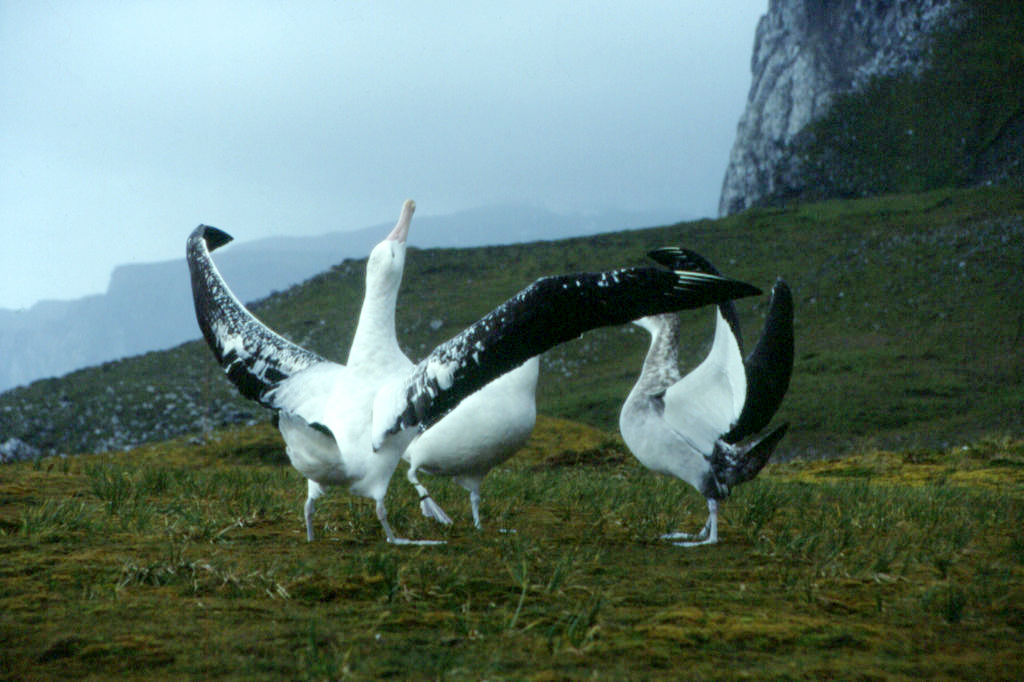
Spelande vandringsalbatross.